# Josh Mathews
Josh Lomberger, meglio conosciuto con il ring name Josh Mathews (Sea Isle City, 25 novembre 1980), è un ex wrestler, conduttore televisivo e commentatore statunitense attualmente sotto contratto con la All Elite Wrestling.
Tra il 2002 e il 2014 ha lavorato nella WWE, federazione in cui ha ricoperto il ruolo di intervistatore per il roster di SmackDown e commentatore della ECW,oltre che per il suo periodo come commentatore per la Total Nonstop Action Wrestling tra il 2014 e il 2025.

## Carriera

### Tough Enough (2001)
Josh Mathews ha partecipato nel 2001 alla prima edizione del reality show ambientato nel mondo del wrestling Tough Enough e vinto da Maven e Nidia. Josh impressionò Al Snow (l'allenatore dei partecipanti di Tough Enough), che gli permise di entrare in WWE seppur ricoprendo il ruolo di intervistatore/commentatore.

### World Wrestling Entertainment (2002–2014)
Mathews ha partecipato pure alla faida tra Booker T e John Bradshaw Layfield di fine 2004 e durante la quale JBL schiaffeggiò Matthews accusandolo di non portare rispetto al suo alleato Orlando Jordan quando questi veniva intervistato da Josh. Mathews accettò quindi di essere per una sera il tag team partner di Booker T ed i due insieme sconfissero JBL ed Orlando Jordan ma quest'ultimo lo assalì a fine match ed i due si affrontarono in un successivo single match con all'angolo Booker T per Mathews, mentre OJ aveva all'angolo JBL. Mathews riuscì a sconfiggere Orlando Jordan proprio grazie all'aiuto di Booker T.
Mathews è stato poi umiliato altre volte da wrestler del roster di SmackDown ed è stato assalito sul ring da Jon Heidenreich, ha ricevuto uno sputo in faccia da Carlito ed è stato attaccato da Kurt Angle.
Il 7 dicembre 2010 diventa commentatore di SmackDown ed a SummerSlam 2012, dopo un attacco subito già all'inizio dell'anno, viene ri-attaccato da Kane che lo porta sul ring per poi colpirlo con una Chokeslam.
Il 25 giugno del 2014 Josh è stato licenziato dalla WWE.

### Total Nonstop Action Wrestling (2014–2025)

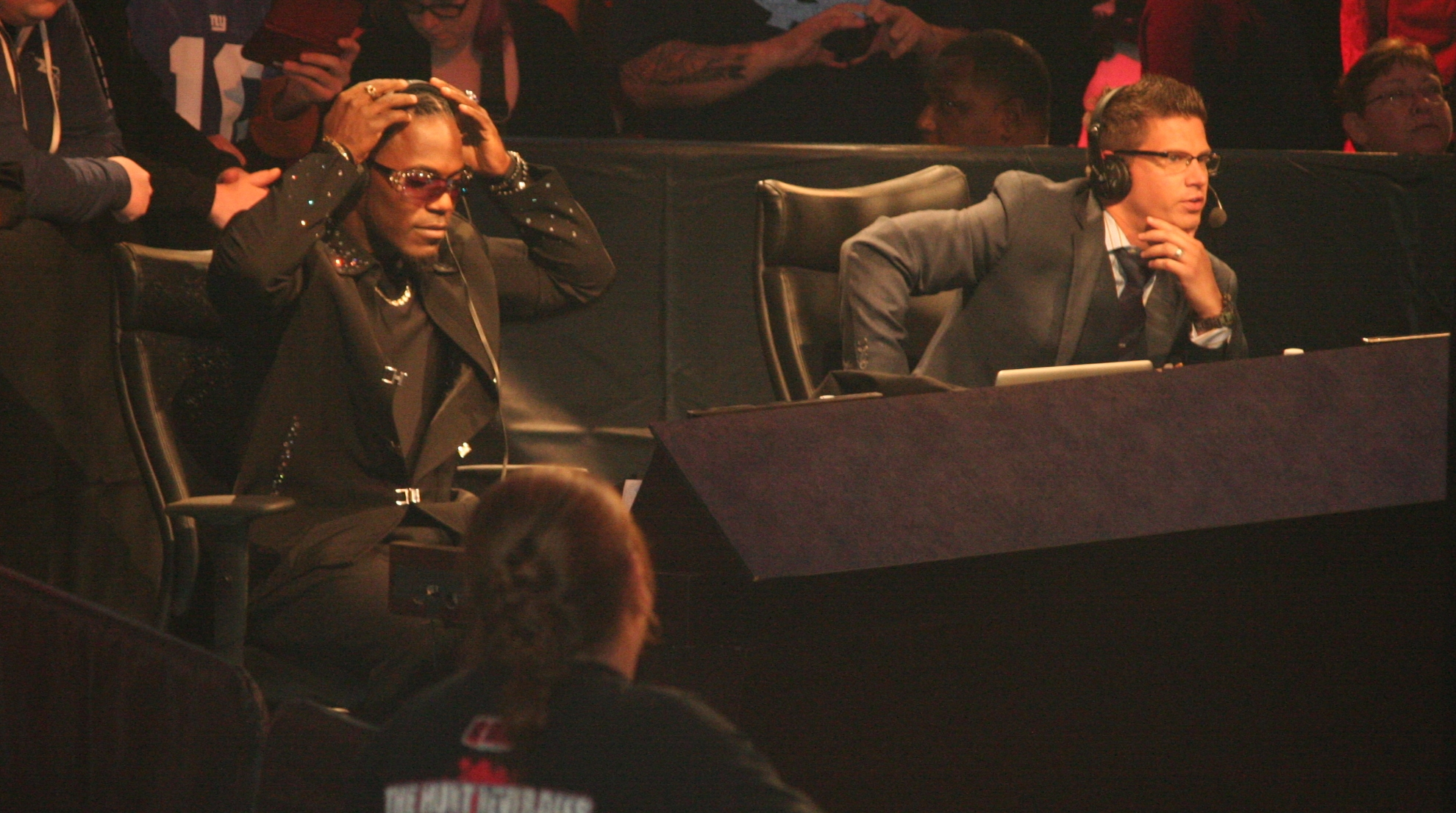
The Pope (a sinistra) e Josh Mathews in TNA

Dopo il rilascio dalla WWE Lomberger firma un contratto con la Total Nonstop Action Wrestling (Impact Wrestling tra il 2018 e il gennaio 2024) per lavorare nei suoi uffici di Nashville in Tennessee e tra novembre e dicembre appare negli episodi online "#ImWithSpud Wednesday" del canale di YouTube della TNA e nello stesso mese di dicembre arriva la conferma che Lomberger prenderà il posto di Mike Tenay al debutto delle trasmissioni sul canale Destination America.
Nel gennaio del 2015 diventa il primo annunciatore di Impact al posto di Taz.
Lasciò il commento nel gennaio 2021, per iniziare la carriera come senior producer.Il 12 febbraio 2025 Lomberger e la TNA annunciarono ufficialmente la fine del sodalizio decennale fra le due parti.

## Vita privata
Matthews sposò la collega Rue DeBona nel 2006 e divorziarono nel 2008. Dal 2015 è sposato con Madison Rayne.